# Nancy Scranton
Nancy Scranton (Centralia, 26 april 1961) is een Amerikaanse golfprofessional. Van 1985 tot 2008 was ze actief op de LPGA Tour. Ze debuteerde in 2006 op de Legends Tour.

## Loopbaan
In 1985 werd Scranton een golfprofessional en ze maakte meteen haar debuut op de LPGA Tour. In september 1991 behaalde Scranton op de LPGA Tour haar eerste profzege door de du Maurier Classic te winnen. In januari 2000 behaalde ze haar derde en laatste LPGA-zege door de Subaru Memorial of Naples te winnen.
In 2006 maakte Scranton haar debuut op de Legends Tour en met het BJ's Charity Championship won ze haar eerste Legends-zege in haar seizoensdebuut. In 2013 behaalde ze haar vijfde Legends-zege door het Walgreens Charity Championship te winnen.

## Erelijst

### Professional
LPGA Tour
| Nr. | Datum             | Toernooi                  | Score           | Score | Info                             |
| --- | ----------------- | ------------------------- | --------------- | ----- | -------------------------------- |
| 1   | 15 september 1981 | du Maurier Classic        | 69-74-67-69=279 | –9    |                                  |
| 2   | 27 september 1992 | Los Coyotes LPGA Classic  | 73-68-73-65=279 | –9    |                                  |
| 3   | 23 januari 2000   | Subaru Memorial of Naples | 66-71-68-70=275 | –13   | Won de play-off van Maria Hjorth |

Legends Tour
- 2006: BJ's Charity Championship (met Christa Johnson)
- 2007: BJ's Charity Championship (met Christa Johnson)
- 2010: Women's Senior National Invitational
- 2012: LPGA Legends Swing for the Cure
- 2013: Walgreens Charity Championship

Futures Tour
- 1984 Willow Creek Classic

## Teamcompetities
Professional
- Solheim Cup ( USA): 2000
- Handa Cup ( USA): 2007 (winnaars), 2009 (winnaars), 2010 (winnaars), 2011 (winnaars), 2012 (gelijkspel), 2013